# Hans Holländer
Hans Holländer (* 6. Februar 1932 in Hamburg; † 28. April 2017 in Berlin) war ein deutscher Kunsthistoriker mit Schwerpunkt im Bereich des Mittelalters, der Frühen Neuzeit und der Moderne sowie der Geschichte des Schachspiels.

## Leben

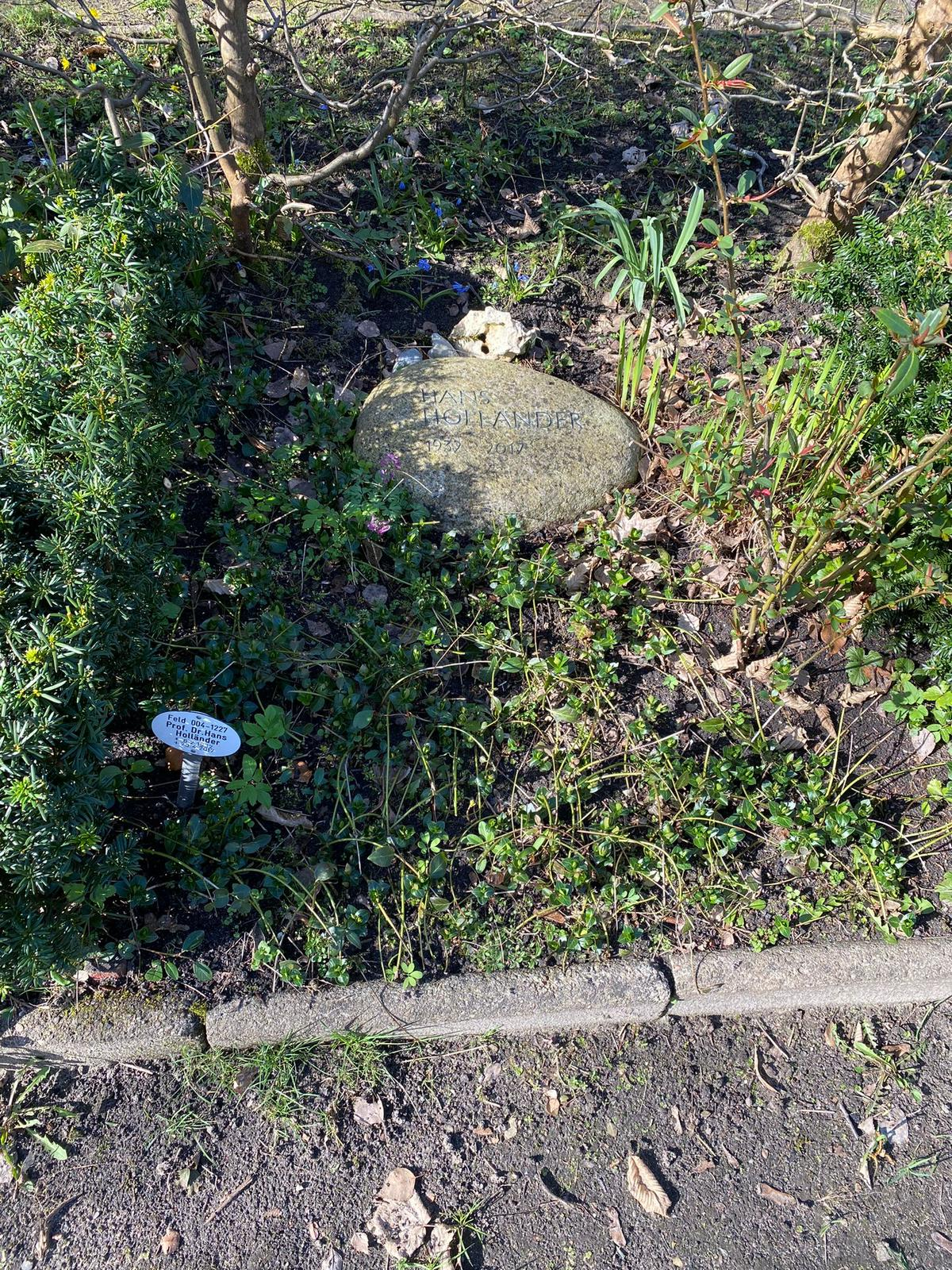
Grabstätte auf dem Friedhof Zehlendorf

Holländer wurde 1959 an der Universität Tübingen mit der Schrift Das romanische Tympanon promoviert. Nach seiner Lehrtätigkeit und Habilitation 1964 in Tübingen hatte er von 1971 bis zu seiner Emeritierung 1997 den Lehrstuhl für Kunstgeschichte an der RWTH Aachen inne. Dort war er von 1971 bis 31. März 1997 Direktor der Sammlung Reiff-Museum. Nach seiner Emeritierung zog er nach Berlin, wo er unter anderem über den ältesten Berliner Schachklub („Schadows Schachklub“) forschte (Ausstellung Kunstbibliothek, Berlin 2003, betreut mit seiner Frau Barbara Holländer).
Hans Holländer wurde auf dem Friedhof Zehlendorf (Feld 004-1227) beigesetzt.

## Werk
In seinen zahlreichen Veröffentlichungen befasste sich Holländer mit Künstlern wie Hieronymus Bosch, Francisco de Goya, A. Paul Weber, Paul Wunderlich und Rudolf Hausner. Als passionierter Schachspieler veröffentlichte er zahlreiche Schriften zur Geschichte des Schachspiels und Schach in der Kunst.

## Schriften

### Monographien (Auswahl)
- Das romanische Tympanon, ungedruckte Diss. Tübingen 1959
- Mario Persico : kombinatorische Künste, Stuttgart: Edition Galerie Senatore 1968
- Kunst des frühen Mittelalters, Belser Stilgeschichte, Stuttgart: Belser 1969
  - Englische Übersetzung Early Medieval Art, London: Weidenfeld and Nicolson 1974
- Hieronymus Bosch. Weltbilder und Traumwerk, Köln: Du Mont 1975, 1988
- Rudolf Hausner: Werkmonographie, Offenbach, Edition Huber 1985
- Minotauros im kinetischen Labyrinth : über Schach und Kunst anlässlich der Schachfiguren von Paul Wunderlich, Offenbach: Edition Huber 1989
- Die Disparates und die Giganten : Goyas „Phantasiestücke“, Tübingen 1995
- Schach und Chiffren: Perleberg: Hochroth 2010
- Labyrinthe. Das Werk von Paul Wunderlich, Offenbach am Main: Edition Huber 2011

### Als Herausgeber (Auswahl)
- mit Christian W. Thomsen: Augenblick und Zeitpunkt : Studien zur Zeitstruktur und Zeitmetaphorik in Kunst und Wissenschaften, Darmstadt: Wissenschaftliche Buchgesellschaft 1984
- mit Christian W. Thomsen: Besichtigung der Moderne : bildende Kunst, Architektur, Musik, Literatur, Religion; Aspekte und Perspektiven, Köln: Du Mont 1987
- mit Christiane Zangs: „Mit Glück und Verstand“ : zur Kunst- und Kulturgeschichte der Brett- und Kartenspiele 15.-17. Jahrhundert, Ausstellungskatalog, Museum Schloß Rheydt 1994, Aachen: Thouet 1994
- mit Wilfried Seipel: Spielwelten der Kunst – Kunstkammerspiel, Ausstellungskatalog, Kunsthistorisches Museum Wien 1998, Mailand: Skira 1998
- Erkenntnis, Erfindung, Konstruktion : Studien zur Bildgeschichte von Naturwissenschaften und Technik vom 16. bis zum 19. Jahrhundert, Berlin, Gebr. Mann 2000
- mit Wilhelm Hornbostel: Schachpartien durch Zeiten und Welten, Ausstellungskatalog zum 175. Geburtstag des Hamburger Schachclubs, Museum für Kunst und Gewerbe Hamburg 2005, Heidelberg: Braus 2005
- mit Petra Rösgen: Zug um Zug : Schach, Gesellschaft, Politik, Ausstellungskatalog, Haus der Geschichte, Bonn 2006

### Aufsätze (Auswahl)
- Alexander: Hybris und Curiositas. In: Willi Erzgräber (Hrsg.): Kontinuität und Transformation der Antike im Mittelalter. Veröffentlichung der Kongreßakten zum Freiburger Symposion des Mediävistenverbandes. Sigmaringen 1989, S. 65–79
- Ein Spiel aus dem Osten. In: Odilo Engels, Peter Schreiner (Hrsg.): Die Begegnung des Westens mit dem Osten. Kongreßakten des 4. Symposiums des Mediävistenverbandes in Köln 1991 aus Anlaß des 1000. Todesjahres der Kaiserin Theophanu, Sigmaringen 1993, S. 389–416
- "Bretter, die die Welt bedeuten". Das Schachspiel in der frühen Neuzeit: Strukturen, Bilder und Figuren. In: Hans Holländer, Christiane Zangs (Hrsg.): "Mit Glück und Verstand" : zur Kunst- und Kulturgeschichte der Brett- und Kartenspiele 15.-17. Jahrhundert, Ausstellungskatalog, Museum Schloß Rheydt 1994, Aachen: Thouet 1994 S. 21–30
- "Denkwürdigkeiten der Welt oder sogenannte Relationes Curiosae" : über Kunst- und Wunderkammern. In: Karin Orchard, Jörg Zimmermann (Hrsg.): Die Erfindung der Natur. Max Ernst, Paul Klee, Wols u. das surreale Universum. Ausstellungskatalog Hannover 1994 (u. a.), Freiburg: Rombach 1994, S. 34–45.
- Die Kugel der Fortuna. In: Das Mittelalter : Perspektiven mediävistischer Forschung Bd. 1, 1 (1996), S. 149–167
- Memoria und Repräsentation in der frühen Neuzeit. In: Mario Kramp (Hrsg.): Krönungen. Könige in Aachen, Geschichte und Mythos. Katalog der Ausstellung Aachen 2000, zwei Bände, Band 2, von Zabern, Mainz 2000, S. 583–591.
- Orte, Räume und die Mobilität des Auges. In: Karl-Siegbert Rehberg (Bearb.): Mobilität, Raum, Kultur: Erfahrungswandel vom Mittelalter bis zur Gegenwart, Dresden: Thelem 2005, S. 23–36
- Zyklopen, Elefanten und Türme im Schachspiel. In: Johann Konrad Eberlein (Hrsg.): Festschrift für Götz Pochat zum 65. Geburtstag. Wien, Berlin, Münster: LIT 2007, S. 71–79
- Schachfiguren im Bode-Museum. In: Tobias Kunz (Hrsg.): "Nicht die Bibliothek, sondern das Auge". Westeuropäische Skulptur und Malerei an der Wende zur Neuzeit. Beiträge zu Ehren von Hartmut Krohm (Akten des Kolloquiums vom 11./12. November 2005 an den Staatlichen Museen zu Berlin und der Technischen Universität Berlin). Petersberg: Imhof 2008, S. 15–21